# Assimilation (Kolonialismus)
Als Politik der Assimilation wurde der Versuch Frankreichs und Portugals bezeichnet, in ihren afrikanischen Kolonialgebieten durch Lösung der traditionellen sozialen Bindungen und durch Europäisierung eine kooperationswillige Elite heranzubilden und zu privilegieren. Diese kolonialistische Sonderform der Assimilationspolitik scheiterte, nachdem der Kampf um Demokratisierung im Ergebnis des Zweiten Weltkriegs auch die afrikanischen Kolonien erfasst hatte.

## Koloniale Assimilationspolitik Frankreichs

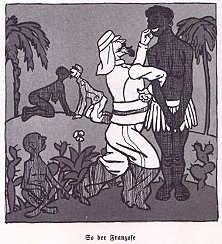
„So [kolonisiert] der Franzose“,
Detail einer rassistischen Karikatur der französischen Assimilationspolitik im Simplicissimus 1904

Die Idee, durch die Einbindung in den kolonialen Verwaltungsapparat zumindest Minderheiten für eine Zusammenarbeit zu gewinnen, entsprach dem Selbstverständnis weiter Teile der französischen Nation, dass Frankreich einerseits zur Assimilierung fremder Völker fähig sei (wie etwa mit Franken, Normannen, Korsen oder karibischen Mulatten geschehen), andererseits aus demokratisch-republikanischer Tradition auch dazu verpflichtet sei, nicht nur zu „zivilisieren“, sondern unterworfene Völker auch verwaltungsrechtlich zu integrieren. Sie wurde nach der Kongo-Konferenz erstmals von dem Juristen Arthur Girault in seinem Werk Principes de Colonisation et de Legislation Coloniale formuliert (1895). Dazu gehörte es, unterworfenen Afrikanern nicht nur gewisse staatsbürgerliche Rechte zu gewähren, sondern sie so auch z. B. zum Militärdienst zu verpflichten. Im Zusammenhang mit der Rekrutierung afrikanischer Soldaten wurden daher 1916 die Bewohner der vier ältesten senegalesischer Städte (Quatre Communes) zu vollberechtigten Staatsbürgern erklärt. Aus diesen Städten wurde dann z. B. Blaise Diagne in die französische Nationalversammlung nach Paris  entsandt. Das 1924 verabschiedete Gesetz über das indigénat (Eingeborenenstatut) unterschied zwischen Assimilierten (Assimilées) und Eingeborenen (Indigènes). Assimilierte konnten beispielsweise Grundbesitz erwerben und unterstanden nicht mehr der von den Behörden angeordneten Pflicht zu „öffentlicher Arbeit“.
Nicht aus dem Senegal stammende Bewohner mussten für den Erwerb der Bürgerrechte Militärdienst und Dienst in den Kolonialbehörden leisten sowie eine französische Schulbildung, ein Vermögen und französische (christliche) Lebensweise vorweisen, wurden aber auch dann nicht vollwertige Staatsbürger. Einige machten aber sogar Karriere in den Kolonialbehörden, Félix Éboué beispielsweise wurde Gouverneur von Guadeloupe, Tschad bzw. ganz Französisch-Äquatorialafrika.
Da die Assimilierungspolitik von französischer Schulbildung abhing und diese wiederum oft auf christlichen Missionsschulen basierte, war sie im überwiegend muslimischen Nord- und Westafrika weniger erfolgreich als in Äquatorial- und Zentralafrika. Nach dem Zweiten Weltkrieg ließ sich die bisherige Kolonialpolitik jedoch nicht mehr aufrechterhalten. Mit der durch die Französische Union gewährten Staatsbürgerrechte an alle Bewohner der Kolonien wurde 1946 auch das Indigénat abgeschafft, das Konzept der Assimilation wurde damit hinfällig.

## Koloniale Assimilationspolitik Portugals
Die portugiesische Assimilationspolitik war zunächst dem französischen Vorbild entlehnt. Bereits 1921 hatte Portugal ein Eingeborenenstatut (Estatuto do indígena) erlassen. Nur wer die portugiesische Sprache in Wort und Schrift beherrschte, die christliche Religion annahm, Militärdienst geleistet hatte sowie Eigentum oder Einkommen nachweisen konnte, war als Assimilado von der Zwangsarbeit befreit und konnte in die untersten Kolonialbehörden eingebunden werden. Der Anteil der Assimilados an der Bevölkerung blieb minimal. In Angola, das am längsten unter portugiesischer Kolonialherrschaft gestanden hatte (faktisch seit der Christianisierung des Königreichs Kongo um 1500), lag der Anteil 1950 mit 0,77 % am höchsten.
Nach dem Scheitern der französischen Assimilationspolitik schuf zwar auch Portugal 1954 den Assimilado-Status, die Zwangsarbeit und 1961 das Eingeborenstatut ab, nur jedoch um nun zwischen „Zivilisierten“ und „Nichtzivilisierten“ zu unterscheiden. Allein die Goa-Katholiken, Macanesen und die Nachkommen portugiesischer Einwanderer auf den Kapverden erhielten volle Bürgerrechte. Statt des Prinzips der Assimilierung sah sich Portugal nun durch die Ideologie des Lusotropikalismus zur Zivilisierung der Afrikaner auserkoren.
Während die französische Assimilationspolitik zumindest teilweise erfolgreich war (ein Teil der afrikanischen Eliten blieb auch nach der Unabhängigkeit der Kolonien profranzösisch), schlug sie in den portugiesischen Kolonien sogar ins Gegenteil um. Gerade die wenigen Assimilados stellten sich an die Spitze der Unabhängigkeitsbewegungen.